# SMC Corporation
SMC Corporation ist der Name einer Unternehmensgruppe der Pneumatik, Steuerungs- und Automatisierungstechnik mit Stammsitz in Tokio.

## Kennzahlen
Die Unternehmensgruppe SMC beschäftigte 2016 weltweit mehr als 18.000 Mitarbeiter und erzielte konzernweit 2016 einen konsolidierten Umsatz von 3,9 Milliarden Euro. Das Unternehmen hat Firmen- und Produktionsstandorte in 53 Ländern, dazu kommen noch rund 400 Verkaufsbüros in 81 Ländern, weitere Zweigstellen und Vertriebspartner. 2015/2016 investierte das Unternehmen 150 Mio. Euro in Forschung und Entwicklung. In den technischen Zentren von SMC in Japan, China, USA und Europa (UK, Deutschland) arbeiten mehr als 1.450 Ingenieure.

## Beteiligungen
Zur Unternehmensgruppe gehören:
- SMC Pneumatik GmbH (Österreich)
- SMC Pneumatics (Australien) Pty. Ltd. (1967)
- SMC Schweiz AG
- SMC Pneumatics (S.E.A.) Pte. Ltd. in Singapur (1974)
- SMC Pneumatics, Inc. in den USA (1977)
- SMC Pneumatics (U.K.) Ltd. (1978)
- SMC Deutschland GmbH (DE) (1978)
- SMC Manufacturing (Singapur) Pte. Ltd. (1986)
- SMC (China) Co., Ltd. (1994)
- SMC Pneumatics Korea Co., Ltd. (1995)
- European Technical Centre U.K. (2000)

## Geschichte
Die Shoketsu Kinzoku Kogyo co. Ltd. in Tokio, Chiyoda-ku, mit dem Unternehmensziel Herstellung und Verkauf von Sintermetallfiltern wurde 1959 gegründet. Zwei Jahre später wurde mit der Herstellung und dem Verkauf von Geräten für Druckluftleitungen, wie zum Beispiel Druckluft-Wartungseinheiten begonnen. Die Herstellung und der Verkauf von Automatik-Steuerungsanlagen wurden 1961 in die Geschäftstätigkeit aufgenommen. Die Antriebe wurden 1970 in das Sortiment aufgenommen. 1985 wurde die Geschäftstätigkeit um Herstellung und Verkauf verschiedener Filtermodelle erweitert. Das Unternehmen wurde 1985 in SMC Corporation umbenannt. Die SMC Aktien wurden an der Tokioter Börse zugelassen. In China begann die Produktion 1996. 1998 wurde das ISO 9001-Zertifikats und 1999 das ISO 14001-Zertifikat zuerkannt. 2000 wurde das ETC (Europäisches Technisches Zentrum) in England erbaut und 2002 das technische Zentrum in den USA (UTC). Das europäische Zentrallager (ECW) nahm 2004 seinen Betrieb in Belgien auf. Das technische Zentrum hat seinen Sitz in China. In Deutschland wurde 2008 das Technical Centre (Technisches Entwicklungszentrum) eröffnet.